# Hieronymus Burckhardt

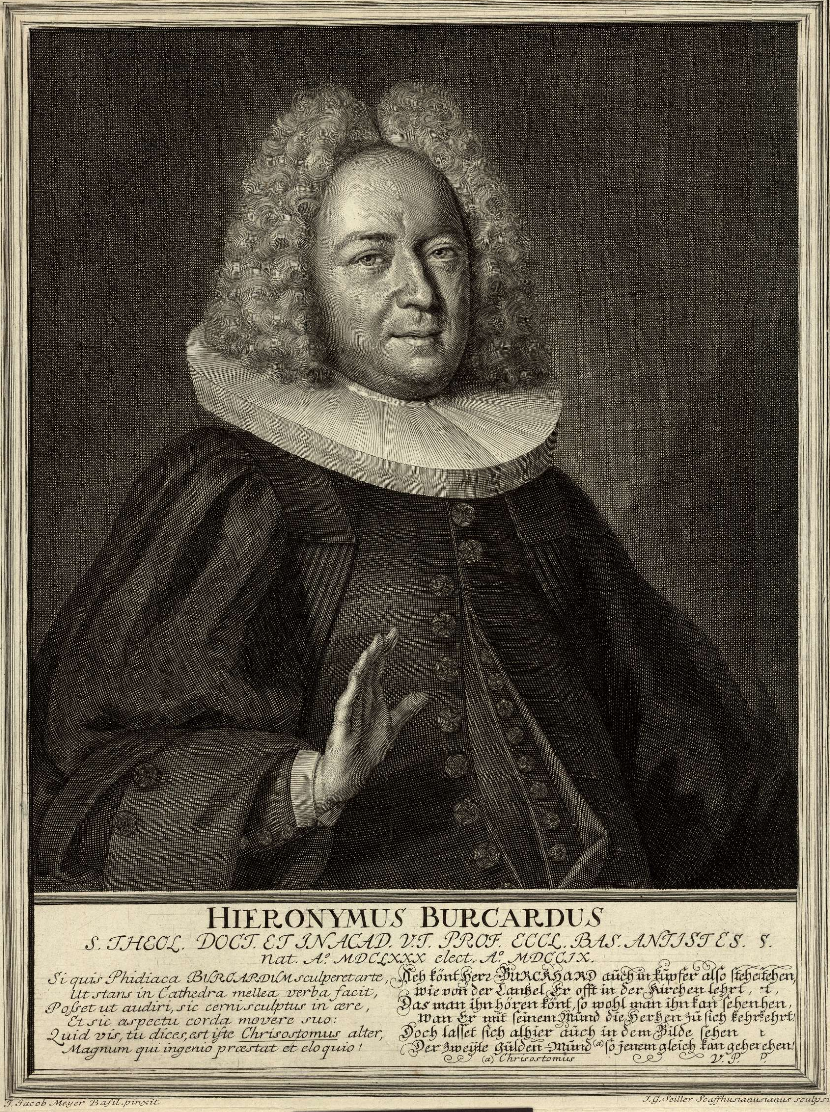
Hieronymus Burckhardt

Hieronymus Burckhardt (auch Hieronymus Burcardus; * 30. Mai 1680 in Basel; † 7. Mai 1737 ebenda) war ein Schweizer reformierter Geistlicher und Hochschullehrer.

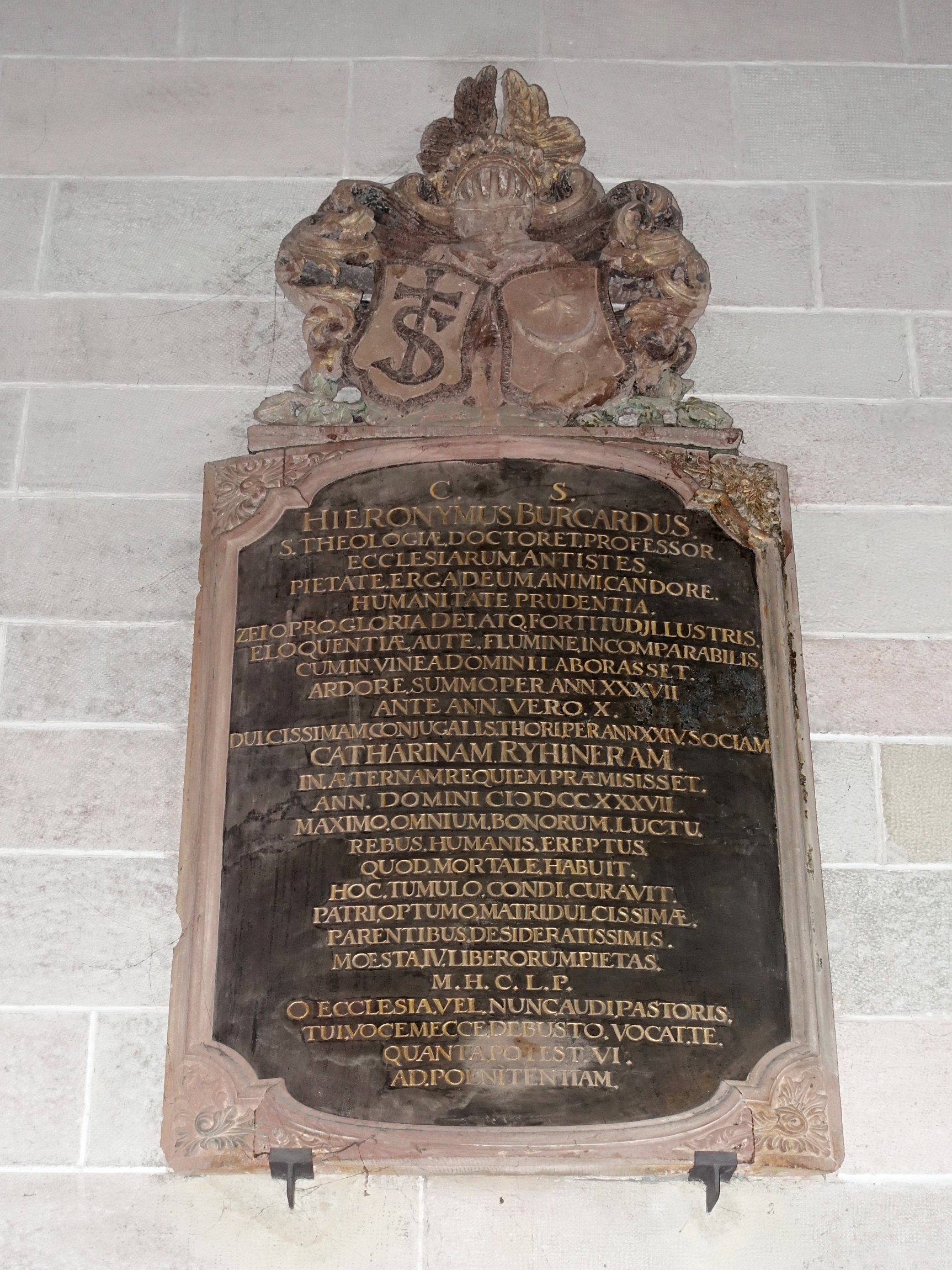
Epitaph im Basler Münster

## Leben und Werk
Burckhardt war ein Sohn des Johann Balthasar Burckhardt. Nachdem er 1699 sein Theologiestudium beendet hatte, führten ihn seine Studienreisen in die Niederlande sowie nach England und Frankreich.

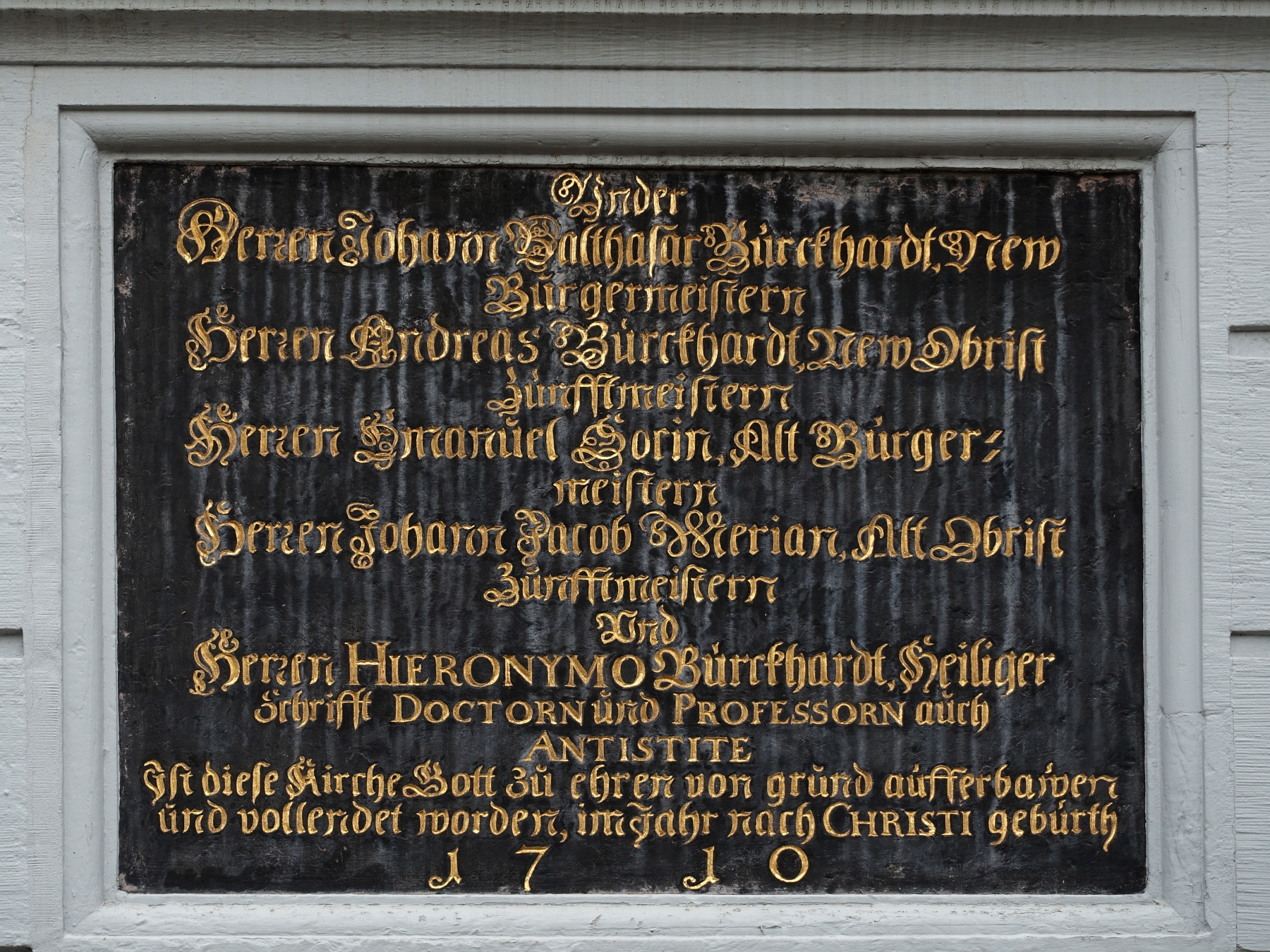
Dorfkirche Kleinhüningen-Basel.

Als Pfarrhelfer und Pfarrer war er an verschiedenen Basler Kirchen tätig. Ab 1709 war Burckhardt am Basler Münster als Antistes und als Professor der Theologie an der Universität Basel tätig. Dieser stand er dreimal als Rektor vor. Burckhardt war seit 1703 mit Katharina Ryhiner (1683–1727) verheiratet.